# 毛利就芝
毛利 就芝（もうり なりしげ）は、長州藩一門家老である阿川毛利家の5代当主。父は4代当主の毛利就泰。正室は栗屋就尚の娘。子は毛利広規、益田兼昌。

## 生涯
寛文9年（1669年）、阿川毛利家4代当主・毛利就泰の次男として生まれ、天和2年（1682年）12月21日、藩主・毛利吉就から「玄蕃」の官途名と「就」の偏諱を与えられた。
元禄2年（1689年）、父の死去により家督を相続し、長州藩一門家老、阿川領主となる。桜井作右衛門に命じ、本山岬を整備し、番所を設置する。また、岬東岸の東大泊入江の開作（干拓）を行った。
元禄8年（1695年）2月20日に死去した。享年27。家督は嫡男の広規が相続した。墓所は山口県長門市の深川大寧寺にある。